# Julio Mayora
Julio Rubén Mayora Pernía (Catia La Mar, Venezuela; 2 de septiembre de 1996) es un halterófilo y deportista venezolano, medallista de plata en halterofilia en los Juegos Olímpicos de Tokio 2020 y de los Juegos Panamericanos, compitiendo en la categoría de 69 kg hasta 2018 n y las categorías de 67 kg y 73 kg a partir de 2018 luego de que la Federación Internacional de Halterofilia reorganizara las categorías.

## Biografía
Mayora, nació en la ciudad costera de Catia La Mar (estado La Guaira). Desde pequeño entrenaba con pesas artesanales en sus casa, hasta que el entrenador Oswaldo Tovar lo descubrió a los 13 años y empezó su formación en la disciplina. Ha obtenido medalla de plata en competencias en Edmonton 2015, Canadá; en Miami 2018, EE.UU; en la Ciudadela Deportiva de Palmira, Colombia 2018 y ha participado en el Campeonato Mundial de Halterofilia 2018, ganando una medalla de bronce con un total de 322 kg.

### Juegos Olímpicos de Tokio 2020
En 2021, en los Juegos Olímpicos de Tokio 2020, ganó una medalla de plata en la categoría de 73 kg, primera presea en halterofilia para Venezuela.

## Mejores resultados
| Año                       | Ciudad, País              | Peso                      | Arrancada (kg)            | Arrancada (kg)            | Arrancada (kg)            | Arrancada (kg)            | Envión (kg)               | Envión (kg)               | Envión (kg)               | Envión (kg)               | Total                     | Posición                  |
| Año                       | Ciudad, País              | Peso                      | 1                         | 2                         | 3                         | Rank                      | 1                         | 2                         | 3                         | Rank                      | Total                     | Posición                  |
| Representando a Venezuela | Representando a Venezuela | Representando a Venezuela | Representando a Venezuela | Representando a Venezuela | Representando a Venezuela | Representando a Venezuela | Representando a Venezuela | Representando a Venezuela | Representando a Venezuela | Representando a Venezuela | Representando a Venezuela | Representando a Venezuela |
| Juegos Olímpicos          | Juegos Olímpicos          | Juegos Olímpicos          | Juegos Olímpicos          | Juegos Olímpicos          | Juegos Olímpicos          | Juegos Olímpicos          | Juegos Olímpicos          | Juegos Olímpicos          | Juegos Olímpicos          | Juegos Olímpicos          | Juegos Olímpicos          | Juegos Olímpicos          |
| ------------------------- | ------------------------- | ------------------------- | ------------------------- | ------------------------- | ------------------------- | ------------------------- | ------------------------- | ------------------------- | ------------------------- | ------------------------- | ------------------------- | ------------------------- |
| 2020                      | Tokio, Japón              | 73 kg                     | 150                       | 154                       | 156                       | 2                         | 186                       | 190                       | 198                       | 3                         | 346                       | Medalla de plata          |
| Campeonatos Mundiales     |                           |                           |                           |                           |                           |                           |                           |                           |                           |                           |                           |                           |
| 2018                      | Asjabad, Turkmenistán     | 67 kg                     | 144                       | 147                       | 151                       | Medalla de bronce         | 175                       | 178                       | 179                       | 5                         | 322                       | Medalla de bronce         |
| 2019                      | Pattaya, Tailandia        | 73 kg                     | 147                       | 152                       | 157                       | 8                         | 185                       | 191                       | 192                       | 6                         | 337                       | 6                         |
| Juegos Panamericanos      |                           |                           |                           |                           |                           |                           |                           |                           |                           |                           |                           |                           |
| 2019                      | Lima, Perú                | 73 kg                     | 152                       | 155                       | 157                       | 1                         | 185                       | 194                       | 197                       | 1                         | 349                       | Medalla de oro            |

## Vida personal
Mayora vive en matrimonio con Isaura Hernández. Tiene una hija llamada Juliailys Mayora Hernández.